# Skřivan polní
Skřivan polní (Alauda arvensis) je malý druh zpěvného ptáka z čeledi skřivanovitých (Alaudidae).

## Taxonomie
Rozlišuje se 13 poddruhů:
- A. a. arvensis Linnaeus, 1758 – většina Evropy
- A. a. scotica Tschusi, 1903 – Britské ostrovy
- A. a. guillelmi Witherby, 1921 – severní Portugalsko, severozápadní Španělsko
- A. a. sierrae Weigold, 1913 – jižní Portugalsko, střední a jižní Španělsko
- A. a. cantarella Bonaparte, 1850 – jižní Evropa od severovýchodního Španělska východně po Kavkaz
- A. a. dulcivox Hume, 1872 – jihovýchod evropské části Ruska a západní Sibiř jižně po severozápadní Čínu a jihozápadní Mongolsko
- A. a. harterti Whitaker, 1904 – severozápadní Afrika
- A. a. armenica Bogdanov, 1879 – jihovýchodní Turecko, Írán
- A. a. intermedia Swinhoe, 1863 – střední Sibiř po severovýchodní Čínu a Koreu
- A. a. kiborti Zaliesski, 1917 – jižní Sibiř, severní a východní Mongolsko a severovýchodní Čína
- A. a. pekinensis Swinhoe, 1863 – severovýchodní Sibiř, Kamčatka, Kurily
- A. a. lonnbergi Hachisuka, 1926 – severní část Sachalinu
- A. a. japonica Temminck & Schlegel, 1848 – jižní část Sachalinu, Kurily, Japonsko a Rjúkjú

## Popis
O něco větší než vrabec (délka těla 16–18 cm). Opeření je u obou pohlaví nenápadné, svrchu a na hrudi šedohnědé, tmavě čárkované, na břiše bílé. Na temeni je vztyčitelná tupá chocholka (podobný chocholouš obecný má chocholku delší a špičatější). V letu jsou nápadné bílé lemy krajních ocasních per a bělavý zadní okraj křídla. Létá ploše vlnitě, za zpěvu vystoupá na třepetajících se křídlech do výšky 50–100 m, odkud zase pomalu klesá a nakonec padá k zemi s přitaženými křídly.

## Hlas
Vábení je rozmanité, nejčastěji „príít“, „prrlyy“, „prry–yt“ aj. Zpěv tvoří dlouhá řada drnčivých, cvrlikavých a hvízdavých tónů, prokládaných imitacemi hlasů jiných druhů ptáků.

## Rozšíření
Druh s palearktickým typem rozšíření. Areál sahá od jižní Evropy a severozápadní Afriky východně po Kamčatku a Japonsko. Zavlečen byl také na Nový Zéland, do Austrálie a Severní Ameriky. Je částečně tažný, zimoviště ptáků ze severních populací leží v západní Evropě, Středomoří, severní Indii a jižní Číně. Stavy ve většině evropských zemích zhruba od 60. let 20. století silně klesají. Příčinou je silná intenzifikace zemědělství, spojená s větším používáním hnojiv a chemických látek, dokonalejšími technologiemi a vznikem rozsáhlých monokultur. I přesto, že východoevropské populace zůstaly stabilní, byl skřivan polní v Evropě charakterizován jako zdecimovaný.
Hnízdí v otevřené zemědělské krajině, na podzim a v zimě se často vyskytuje na strništích a úhorech.

## Výskyt v Česku
V Česku hnízdí velmi početně od nížin až do alpínského pásma hor. V posledních desetiletích se jeho početnost snižuje; v letech 1985-89 byla velikost hnízdní populace odhadnuta na 800 000–1 600 000 párů, v období let 2001–03 na 700 000–1 400 000 párů.

## Potrava
Potrava je smíšená. Na jaře a v létě požírá hlavně hmyz, na podzim a v zimě převážně zelené lístky a semena. Mláďata krmí výhradně živočišnou stravou. Potravu hledá většinou na zemi, méně i pod jejím povrchem nebo na rostlinách.

## Hnízdění

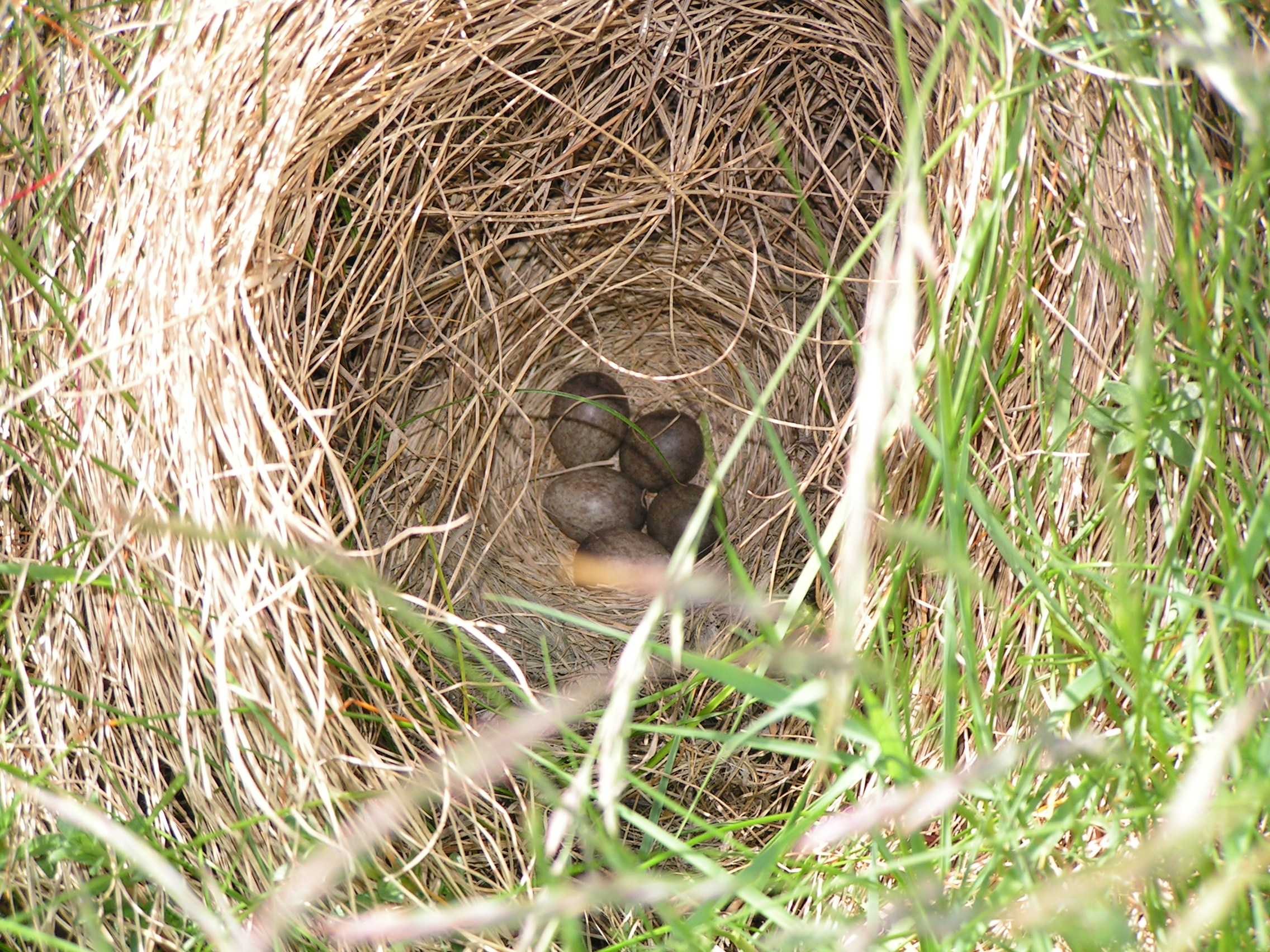
Hnízdo skřivana polního s vejci

Hnízdí jednotlivě a teritoriálně. Samci se na hnízdišti objevují průměrně o 13 dnů dříve než samice a krátce nato začínají obsazovat hnízdní revíry, které vyznačují hlasitým zpěvem v letu. Často využívá stejné okrsky více let po sobě. Je sociálně monogamní, vzácně se vyskytují i případy polygamie. Hnízdo je na zemi v nízkém porostu, většinou u hustšího trsu. Samice na hnízdišti hloubí hned několik důlků, z nichž 4–5 začne vystýlat materiálem a v 1 postaví hnízdo. Vystláno je většinou jen suchou trávou, listy a kořínky, méně často i žíněmi, chlupy, mechem a několika pírky. Stavba prvního hnízda trvá 8–10 dnů, druhé je hotové již za 4–5 dnů.
Hnízdí 2–3x ročně od března do července. Snůška čítá 3–4 (1–5) šedavá, nahnědlá a zřídka i bělavá, hustě tmavošedě nebo tmavohnědě skvrnitá vejce o rozměrech 22,84 × 16,85 mm. Snášena jsou denně v ranních hodinách, sezení začíná před snesením posledního vejce. Inkubace trvá 10–12 dnů, sedí pouze samice. Mláďata se líhnou během několika hodin a jsou krmena oběma rodiči. Hnízdo opouštějí po 7–11 dnech a plné vzletnosti dosahují ve stáří 18 dnů. Po osamostatnění se shlukují do menších hejn. Roční úmrtnost mláďat od dosažení vzletnosti je 38 %, dospělých ptáků 33,5 %. Většina ztrát je způsobená predátory, hlavně krkavcovitými, motáky, liškami, lasicemi a kunami, a dále zemědělskými stroji. Pohlavní dospělosti dosahují ve 2. kalendářním roce, nejvyšší známý věk je 9 let a 5 měsíců.

## Ocenění
- Česká společnost ornitologická – Pták roku 2005